# 阿曽田清
阿曽田 清（あそだ きよし、1946年（昭和21年）10月20日 - ）は、日本の政治家。元参議院議員（1期）、元熊本県宇城市長（1期）。

## 来歴
熊本県宇城市三角町出身、熊本県立宇土高等学校卒、東京農業大学農学部農業工学科卒。熊本県議会議員を経て、1995年の第17回参議院議員通常選挙で、熊本県選挙区から新進党公認で初当選。新進党解党後は自由党に所属。
任期途中の2000年、熊本県知事選挙に立候補するも、潮谷義子前副知事に惜敗。その後、2005年に平成の大合併で宇城市が誕生したことに伴い実施された、熊本県宇城市長選挙に立候補し当選した。
2008年、2期目をかけた熊本県宇城市長選挙で、新人の篠崎鉄男に惜敗。
2022年春の叙勲で旭日小綬章を受章。